# Andjar Asmara
Andjar Asmara (anˈdʒar asˈmara), nato Abisin Abbas (aˈbisɪn aˈbas; Alahan Panjang, 26 febbraio 1902 – Cipanas, 20 ottobre 1961) è stato un regista, sceneggiatore, drammaturgo, giornalista e scrittore indonesiano, principalmente attivo nelle Indie orientali olandesi.
Nato ad Alahan Panjang, nella Sumatra Occidentale, lavorò dapprima come giornalista a Batavia (l'odierna Giacarta) e successivamente si trasferì a Padang per dedicarsi al teatro, realizzando drammi per la Padangsche Opera e sviluppando un nuovo stile maggiormente incentrato sul dialogo, che in seguito si sarebbe diffuso in tutta la regione. Ritornato nella capitale nel 1929, passò un anno a scrivere di critica teatrale e cinematografica, per poi aggiungersi alla compagnia itinerante Dardanella in qualità di autore. In questo periodo andò in India nel tentativo fallimentare di filmare il suo spettacolo teatrale Dr Samsi. Nel 1936 abbandonò la troupe e ne fondò una sua propria, lavorando in contemporanea presso un editore come scrittore romanzi d'appendice basati su film di successo.
Nel 1940 gli fu chiesto di unirsi alla casa di produzione cinematografica di The Teng Chun, la Java Industrial Film, collaborando come consulente marketing. Sebbene fosse stato immediatamente promosso regista, tuttavia, dopo appena due film, l'Impero giapponese occupò le Indie, obbligando tutti gli studi a chiudere. Andjar pertanto ripiegò sul teatro, ritornando a dirigere soltanto nel 1948. Scrisse nel frattempo quattro soggetti, dai quali vennero realizzati dei lungometraggi nei primi anni cinquanta. Dopo tre film, decise di dedicarsi totalmente al giornalismo: dopo la pubblicazione nel 1950 il suo primo romanzo, Noesa Penida, passò infatti il resto della sua vita scrivendo su periodici e colonne di critica su molti periodici incentrati sul cinema locale.
Gli storici, tra cui Misbach Yusa Biran, lo riconoscono come un pioniere del teatro e uno dei primi registi nativi indonesiani, sebbene avesse avuto scarso controllo creativo delle sue produzioni.

## Filmografia

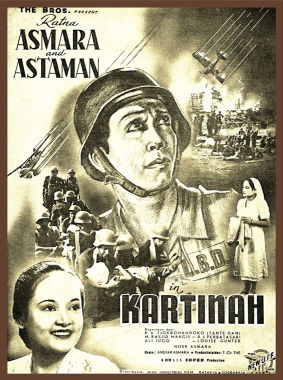
Locandina di Kartinah, il debutto dietro la macchina da presa di Andjar

### Regista
- Kartinah (1940)
- Noesa Penida (1941)
- Djaoeh Dimata (1948)
- Anggrek Bulan (1948)
- Gadis Desa (1949)

### Soggettista
- Kartinah (1940)
- Noesa Penida (1941)
- Djaoeh Dimata (1948)
- Gadis Desa (1949)
- Sedap Malam (1950)
- Pelarian dari Pagar Besi (1951)
- Musim Bunga di Selabintana (1951)
- Dr Samsi (1952)
- Noesa Penida (Pelangi Kasih Pandansari) (1988)[N 1]

### Sceneggiatore
- Kartinah (1940)